# Филипешти (Богданешти)
Филипешти (рум. Filipești) насеље је у Румунији у округу Бакау у општини Богданешти. Oпштина се налази на надморској висини од 242 m.

## Становништво
Према подацима из 2011. године у насељу је живело 527 становника.